# 내성초등학교 (강원)
내성초등학교는 대한민국 강원특별자치도 영월군에 있는 공립 초등학교이다.

## 학교 연혁
- 1969년 3월 1일 내성국민학교 설립 인가
- 1969년 4월 10일 개교
- 1996년 3월 1일 내성초등학교로 개칭
- 2014년 2월 14일 제44회 졸업식(누계 4,458명)
- 2014년 3월 1일 초등 12학급, 유치원 3학급 편성
- 2014년 9월 1일 제16대 이길남 교장 부임

## 참고 자료
- 내성초등학교 - 한국교육학술정보원 학교알리미